# جنوب تايلاند
جنوب تايلاند وهي منطقة تقع جنوب غرب تايلاند مُتصِلة مع وسط تايلاند بواسطة مضيق كرا إسثموس وفي الجنوب تحد ماليزيا وفي شمال غرب تحد بورما، هذهِ المنطقة يشكل فيها شعب الملايو أغلبية فيها وأكثر سكانها مسلمين.